# Sekrety i miłość sióstr Dashwood
Sekrety i miłość sióstr Dashwood – pierwsza część cyklu powieściowego "Jane Austen XXI wieku" (ang. 21st Century Austen) autorstwa Rosie Rushton.

## Wzorzec
Książka jest adaptacją powieści Rozważna i romantyczna. Bohaterowie są przeniesieni w XXI wiek oraz ich imiona są zmienione w stosunku do oryginału autorstwa Jane Austen.

## Treść
Siostry Dashwood: Ellie, Abby i Georgie wybierają się do Londynu odwiedzić ojca. Po dniu spędzonym w mieście, jadą do jego mieszkania, aby poznać nową panią Dashwood. Poznają także Blake’a Goodmana – siostrzeńca Pandory, który wpada w oko Ellie. Georgie dostaje od ojca prezent (obchodzi urodziny) i dziewczęta wracają do Brighton. Abby idzie na imprezę do klubu XS, ale udaje, że musi iść do szpitala, aby odwiedzić swojego chłopaka, który miał "wypadek". Prawda wychodzi na jaw i dziewczyna dostaje miesiąc szlabanu na wychodzenie z domu.
Po paru dniach do Ellie dzwoni Blake, który oznajmia, że Max Dashwood jest w szpitalu. Dziewczyna wraz z matką i Abby (Georgie pojechała na seans zorbingu) jadą do szpitala odwiedzić ojca. Niestety, pan Dashwood umiera, a Abby obwinia o to Pandorę, która z kolei zrzuca winę na Julię. Potem jednak panie się godzą i ustalają szczegóły pogrzebu.
Georgie wraca do domu;bardzo przeżywa śmierć ojca. Po paru dniach przychodzi doradca Maxa i mówi Julii oraz jej córkom, że teraz dom należy do "nowej pani Dashwood" i będą musiały się wyprowadzić. Na dzień przed pogrzebem przyjeżdża Pandora i zaczyna wybrzydzać na cały dom. Następnego dnia odbywa się pogrzeb i przyjeżdża Davina – matka Julii, która oświadcza, że ma zamiar pomóc dziewczynom. Po paru dniach dzwoni i proponuje im zamieszkanie w Norfolk. Panny Dashwood i ich matka wyprowadzają się z ukochanego domu.
Po przyjeździe do Norfolk, okazuje się, że niestety nie ma tam klubów, dyskotek ani kina. Ale Abby zaprzyjaźnia się z Chloe, która zaczyna mieć dość narzekania panny Dashwood. Zabiera ją na koncert miejscowego zespołu "Katastrofa". Tam Abby poznaje Nicka Mayesa, perkusistę zespołu, który się w niej zakochuje. Niestety, Abby ma problem – Chloe jest zakochana w Nicku i uważa, że przyjaciółka nie ma prawa odbijać jej faceta. Dlatego Abby musi unikać spotkań z Nickiem sam na sam. Chłopak jest tym zdenerwowany i stawia dziewczynie warunki. Ona stara się jednak umówić Chloe z Nickiem.
Pewnego dnia Abby wybiera się z Chloe do sklepu Top Shop i w drodze wpada do kałuży. Zrządzenie losu sprawia, że ląduje pod nogami przystojnego Huntera Meade-Holmana – syna lokalnej osobistości politycznej. Zakochuje się w nim od pierwszego wejrzenia i po paru dniach zostają parą. Nick to dostrzega i robi wyrzuty Abby, która obiecała umówić się z nim w zamian za to, że on umówi się dwa razy z Chloe. Oświadcza jej, że nie ma zamiaru usunąć się na drugi plan. Abby nie czuje wyrzutów sumienia, bo jest zakochana w Hunterze.
Pewnego razu Hunter wyciąga pannę Dashwood z domu, prosząc, aby pojechała z nim na zakupy. Okazuje się, że jest to wybieg i że chłopak chce ją zaprosić do domu. W trakcie rozmowy zarzuca jej, że go nie kocha; następnie żąda od niej jako dowodu miłości seksu. Na to Abby nie czuje się gotowa, wysiada więc z samochodu Huntera, który z nią zrywa. W drodze do domu Abby spotyka Nicka, który ją podwozi samochodem. Dziewczyna, płacząc, mówi mu, że Hunter ją porzucił.
Życie uczuciowe Ellie także jest skomplikowane. Okazuje się, że Blake ma dziewczynę, Lucy. Niestety, nie może z nią zerwać, ponieważ jej babcia jest w szpitalu i chłopak nie chce jej dobijać. Nie przeszkadza mu to w próbach pocałowania Ellie, jednak najstarsza panna Dashwood nie pozwala mu się dotknąć, dopóki jej ukochany nie zerwie z Lucy. Ellie nie daje sobie wytłumaczyć "skomplikowanej" sytuacji Blake’a. A staje się coś jeszcze gorszego – Davina postanawia zapoznać Ellie z Lucy, aby mogły się zaprzyjaźnić.
Georgie zaprzyjaźnia się z Adamem – kolegą z nowej klasy. Gdy idą na wycieczkę klasową w plener, Adam chce, aby Georgie poszła z nim krótszą drogą. Tak naprawdę chodzi o to, że chłopak się w niej zakochał i chce z nią pobyć sam na sam. Proponuje on Georgie, aby zajęła się wraz z nim roznoszeniem kanapek na imprezie w pubie, na co dziewczyna się zgadza.
Impreza w pubie odbywa się w jedną z wakacyjnych sobót. Do domu wraca Hunter (wyjechał do Szkocji) i na imprezę przyprowadza nową dziewczynę, Fionę. Zauważa to Abby i przedstawia się jej jako dziewczyna Huntera. Ta wyśmiewa ją, pytając chłopaka, czy Abby jest dzieckiem, o którym jej opowiadał. Ten potwierdza. Zdenerwowana panna Dashwood oblewa jej suknię winem i uderza torebką w twarz, po czym ucieka na parking. Postanawia wsiąść do samochodu Nicka, który oddał jej klucze na przechowanie, i odjechać nim do domu.
W międzyczasie Ellie pracuje za barem. Podsłuchuje ona rozmowę Blake’a i Piersa Fordyce'a, jego kolegi. Słyszy ona, że Blake próbuje uwolnić się od kogoś od paru miesięcy i uważa, że chodzi o nią. Gdy Blake podchodzi do baru, aby z nią porozmawiać, ta traktuje go bardzo chłodno i radzi mu pójść do Lucy. Z kolei Georgie roznosi kanapki wraz z Adamem. Dochodzi między nimi do pocałunku, który jest dla dziewczyny miłym zaskoczeniem.
Zapłakana Abby jedzie do domu. Nie może poradzić sobie z prowadzeniem samochodu, a łzy i wypity alkohol jeszcze bardziej utrudniają to zadanie. Nagle widzi jakieś światła i zderza się z innym samochodem. Zostaje odwieziona do szpitala, gdzie całą noc czuwa nad nią Nick, który nie przejmuje się utratą samochodu. Do szpitala przyjeżdżają także Julia, Ellie i Georgie. Na drugi dzień, Abby rozmawia z Nickiem, który wyznaje jej miłość i całuje ją. Abby postanawia rozmówić się z Chloe. Okazuje się, że przyjaciółka ma już chłopaka – Ryana, który także gra w Katastrofie.
Abby zostaje dziewczyną Nicka. Niestety jak na razie ma złamaną nogę i trudno jej chodzić, więc Nick przynosi dla niej fotel na kołach. Jadą na przystań, gdzie spotykają Georgie i Toma, który przyjechał ją odwiedzić. Georgie postanawia, że ona i Tom zawsze będą dla siebie ważni na co Abby odpowiada uśmiechem. Ellie rozmawia z Blakiem, który wraca z Hongkongu (miał lecieć z Lucy do Australii). Wyjaśnia jej, że zerwał z Lucy i wyznaje miłość Ellie. Następnie pokazuje jej portret rodzinny Dashoodów i proponuje, aby przyjechała do Holly House. Ellie odmawia, bo zdążyła zadomowić się w Norfolk.

## Bohaterowie
- Elinor "Ellie" Dashwood – najstarsza córka Maxa i Julii Dashwood. Ma 17 lat. Jest nieśmiała i twardo stąpa po ziemi. Zakochuje się z wzajemnością w Blske'u Goodmanie. Chce studiować prawo.
- Abigail "Abby" Dashwood – 16-letnia córka Dashwoodów. Jest urodzoną aktorką i królową dramatyzowania. Była zakochana w Hunterze, ale zrozumiała swój błąd i jest teraz związana z Nickiem.
- Georgina "Georgie" Dashwood – 13-letnia córka Dashwoodów. Ubiera się jak chłopak i najczęściej przyjaźni się z chłopakami. Bardzo lubi Toma, który jest jej wieloletnim przyjacielem. Zakochał się w niej Adam.
- Julia Dashwood – matka Ellie, Abby i Georgie. Rozwiodła się z mężem, ale mieszka wraz z córkami w jego rodzinnej posiadłości w Brighton.
- Maximilian Dashwood – ojciec Ellie, Abby i Georgie. Były mąż Julii. Rozwiódł się z nią i mieszkał z Pandorą w Londynie. Umarł na atak serca.
- Pandora Dashwood – nowa żona Maxa. Zamieszkała w Holly House po jego śmierci. Ma siostrzeńca, Blake’a.
- Davina Stretton – matka Julii, babcia Ellie, Abby i Georgie. Pomogła znaleźć im dom po wyprowadzce z Holly House.
- Blake Goodman – siostrzeniec Pandory. Jest zakochany w Ellie, ale chodzi z Lucy. W końcu zrywa z nią i wiąże się z panną Dashwood. Chce zostać artystą.
- Nick Mayes – perkusista z zespołu "Katastrofa". Jest zakochany w Abby i chodzi z nią po jej wypadku.
- Adam – kolega szkolny Georgie. Jest w niej zakochany, ale prawdopodobnie bez wzajemności.
- Tom Eastment – przyjaciel Georgie z Brighton. Odwiedza ją w Norfolk.
- Hunter Meade-Holman – syn lokalnego polityka. Abby się w nim zakochuje, ale gdy ten żąda od niej współżycia, ona odmawia i z nim zrywa.
- Piers Frondyce – przyjaciel Blake’a. Od powrotu Blake’a z Hongkongu chodzi z Lucy.
- Lucy – była dziewczyna Blake’a. Chodził z nią dopóki nie wyjechał z nią do Australii. Zerwali ze sobą w Hongkongu.
- Fiona – nowa dziewczyna Huntera.
- pani Eastment – mama Toma.
- Chloe – przyjaciółka Abby z nowej szkoły. Była zakochana w Nicku, ale chodzi z Ryanem.
- Ryan – chłopak Chloe. Śpiewa w "Katastrofie".
- Samantha Carter – koleżanka Chloe i Abby.
- Liam – chłopak z zespołu "Katastrofa".
- Eveline Passmore – dyrektorka szkoły prywatnej, do której chodziły siostry Dashwood przed przeprowadzką do Norfolk.
- Fergus Mortimer – chłopak, który zaprosił Abby do klubu XS.
- Melissa Peck – dziewczyna, która rywalizowała z Abby o Fergusa.
- Phoebe – koleżanka Abby ze szkoły w Brighton.